# وبواوت
وبواوت أو فاتح الطريق، هو معبود مصري قديم اتخذه المصريون القدماء إلهً فتح الطرق أمام الملك في المعارك وفي الحياة الآخرى وصوروه على هيئة ذئب.

## دوره
- نظرا لدوره كفاتح للطرق فقد كان يضعه الجيش المصري على الألوية التي تتقدمهم في المعارك، ويظهر ذلك في صلاية الملك مينا نارمر التي جسد فيها انتصاره في الدلتا أثناء توحيد البلاد حيث يرجع البعض ذلك الدور لكونه معبود أسيوط آخر أقاليم مصر العليا التي انطلق منها ملوك الصعيد لإخضاع الدلتا (مصر السفلى)
- وبواوت أيضا هو فاتح الطريق إلى الجبانة والعالم الآخر من أمام الملك المتوفى ليصعد إلى العالم الآخر، وذلك وفقاً للنصوص الجنائزية. كما أن الاسم قد يفسر كونياً على أنه يفتح الطريق أمام رب الشمس في رحلته في السماء.

## مراكز عبادته
- بدأت عبادة وبواوت في مصر العليا وبالأخص في أسيوط وسرعان ما انتشرت في أماكن مختلفة. وقد أشارت «نصوص الأهرام» إليه، وأرجعت أصله إلى مصر السفلى، حيث ذكرت أن «وب واوت» ولد في مقصورة المعبودة واچيت في مصر السفلى.
- في العصور المتأخرة تركزت عبادته في أسيوط والتي أطلق عليها البطالمة فيما بعد اسم «ليكوبوليس» (باليونانية: Λυκόπολις) أو مدينة الذئب لمكانة هذا المعبود هناك وقتها، وفي أبيدوس حيث ارتبط بالمعبود أوزير إذ كان يتقدم الموكب الجنائزى المهيب لأوزير رب العالم الآخر.

## تصويره
- صور وبواوت على هيئة ذئب جالس أو منتصب على قوائمه وفي حالات نادرة تم تصويره بالصورة الآدمية كرجل برأس ذئب، وبسبب تلك الصورة يحدث أحيانا مزج بينه وبين أنوبيس إله التحنيط عند قدماء المصريين والذي صور على هيئة رجل برأس ابن آوى ويمكن التمييز بينهما من خلال اللون حيث يصور «أنوبيس» دائماً باللون الأسود، بينما يصور «وبواوت» باللون الرمادى.
- ومثل حورس ارتبط «وب واوت» أيضا بالمعبود «آمون رع»، ورب الشمس في صورة (وب واوت- رع).

## اقرأ أيضًا
- نصوص الأهرام.
- نصوص التوابيت.
- هيجيا.